# Alex Caskey
Alexander Caskey (Dunwoody, 22 juli 1988) is een Amerikaans voetballer die bij voorkeur als middenvelder speelt. Hij verruilde in 2014 Seattle Sounders voor DC United. 

## Clubcarrière
Op 13 januari 2011 werd Caskey in de MLS SuperDraft 2011 als zevenenveertigste gekozen door Seattle Sounders. Op 31 januari 2011 besloot de club echter toch niet met Caskey het nieuwe seizoen in te willen. Hij tekende daarna op 29 maart 2011 bij Charleston Battery uit de USL Pro. Op 9 april maakte hij tegen Charlotte Eagles zijn debuut. Op 9 juli 2011 maakte hij tegen Orlando City SC zijn eerste doelpunt. Op 13 maart 2012 tekende hij bij Seattle Sounders, de club waar hij eerst was weggestuurd. In twee seizoenen bij Seattle speelde hij in dertig competitiewedstrijden, waarvan zeventien in de basis. Ook maakte hij één doelpunt en gaf hij vier assists. Op 4 maart 2014 tekende Caskey bij DC United.